# 石井秋穂
石井 秋穂（いしい あきほ、1900年（明治33年）11月2日 - 1996年（平成8年）8月25日）は、日本の陸軍軍人。最終階級は陸軍大佐。
第16師団参謀、北支那方面軍参謀などを経て、陸軍省軍務局軍務課高級課員となり、日米開戦前の政策立案などにあたる。陸軍きっての理性派として避戦を望んだが、日米交渉の失敗で戦争政策を進めることになる。

## 経歴
1900年（明治33年）、山口県豊浦郡豊西村（現下関市）で石井友三郎の五男として生まれる。広島陸軍地方幼年学校、中央幼年学校本科を経て、1922年（大正11年）7月、陸軍士官学校（34期）を秩父宮を除き4番の成績で卒業。なお石井は、陸幼と陸士卒業時の2度に亘り恩賜の銀時計を拝受している。
1922年（大正11年）10月、陸軍歩兵少尉に任官し歩兵第42連隊附となる。
1927年（昭和2年）、吉川キヨ子と結婚。陸士生徒隊附などを経て、1932年（昭和7年）11月、陸軍大学校（44期）を卒業。翌月、歩兵第42連隊中隊長に就任。
1933年（昭和8年）12月、第16師団参謀となり、留守第16師団司令部附、参謀本部員を歴任。
1936年（昭和11年）の二・二六事件後には陸軍軍法会議の裁判官を務めた。後年、北一輝への尋問の様子や、軍法会議長官（陸軍大臣）寺内寿一から判決について圧力があったことなどを証言している。
1937年（昭和12年）8月、陸軍歩兵少佐に昇進し支那駐屯軍参謀となり日中戦争（支那事変）に出征。北支那方面軍参謀（情報参謀）を経て、1939年（昭和14年）3月、陸軍歩兵中佐に進級。同年8月、陸軍省軍務局軍務課員に就任した。太平洋戦争（大東亜戦争）開戦直前には、日米交渉の陸軍省側主務者として、武藤章軍務局長の下、早期開戦を唱える統帥部側の横槍を排しつつ交渉妥結に尽力した。
1941年（昭和16年）10月、陸軍大佐に昇進。翌月、南方軍参謀に発令され、同月27日に日本を出発。皮肉にもその日は、ワシントンでいわゆるハル・ノートが手交された日でもあった。その後、病気のため帰国、1943年（昭和18年）1月に陸大附となり1945年（昭和20年）8月まで入院、陸大教官への補職で第二次世界大戦終戦を迎える。同年12月、予備役編入。
1947年（昭和22年）11月、公職追放仮指定を受ける。
戦後は故郷の山口県で晴耕雨読の静かな生活を貫いた。石井の残した日記や回想録、証言は、開戦当時の国策決定の内側を知る上で貴重な記録となっている。
1996年（平成8年）8月25日、逝去。95歳没。

## 多くの国策の立案者
開戦直前の軍務課高級課員時代の石井は、陸軍側の担当者として多くの国策の起案をしている。その当時のことを、石井は後年以下のように振り返っている。
1941年（昭和16年）9月6日の御前会議で決定された帝国国策遂行要領については、以下のように振り返っている。
また、石井が開戦を決意した理由を次のように述べている。
そして最後に以下のように締めくくった。

## 栄典
外国勲章佩用允許
- 1941年（昭和16年）12月9日 - 満州帝国：建国神廟創建記念章[6]

## 演じた俳優
- 阿部寛：『あの戦争は何だったのか 日米開戦と東條英機』（TBS系列、2008年12月24日）